# عيحا
عيحا هي قرية لبنانية من قرى قضاء راشيا في محافظة البقاع. سكان القرية من أتباع دين الموحدين الدروزوطائفة الروم الاورثوذكس.
يوجد في البلدة مزارين دينين واحد للدروز (مولاي بهاء الدين) وآخر للمسيحيين (كنيسة مارمخايل)

## الموقع
تقع بلدة عيحا في قضاء راشيا - محافظة البقاع، مركز المحافظة زحلة، ومركز القضاء راشيا، تبعد البلدة عن العاصمة بيروت حوالي 90 كم، وعن زحلة جوالي 50كم، وتبعد عن مركز القضاء راشيا حوالي 4كم، وترتفع عن سطح البحر 1350 مترا، وتبلغ مساحتها حوالي 4317 هكتاراً (43.17 كيلومتر مربع). خطوط الطول والعرض الخاصة بها هي علي التوالي:33.499٠200 , 35.8749240 وتمتاز بسهل زراعي شاسع ذات تربة خصبة، أهم الزراعات فيها: الحبوب والخضار والكرمة.

## الاسم والآثار
ردت بعض المصادر الاسم إلى اللغات الآرامية، وتعني "عين الحي" والتفسير يبدو صحيحًا إلى حدٍ بعيد بالنظر إلى الآثار الموجودة بالبلدة والتي تشهد على قدمها، وهي تُعدّ عمومًا بلدة أثرية حيث يوجد بها مغاور ونواويس محفورة بالصخر، وبقايا معبد روماني يعود تاريخ بناءه إلى القرن الأول الميلادي، ولم يتبق منه اليوم إلا الأساسات، وعمائر متعددة العهود. غير أن هذه الآثار تعرضت للعبث علي أيدي مجهولين، كما أنها لم تخضع للدراسات العلمية. وقد عاش فيها الصليبيون والمغول والعثمانيون.
وجدير بالذكر أن كلمة (عيحا) من الكلمات النادرة التي يجتمع فيها حرفي عين وحاء مما يعني عين الحياة لأنها كانت مصب نهر جاري من جبل الشيخ، حيث أنه في اللغة العربية نادرا ما يجتمعان لثقل اللفظ.

## عائلاتها

غالبية العائلات التي تسكن بلدة عيحا من المسلمين (الموحدون الدروز) بالإضافة إلي عائلات سنية، ويوجد بالبلدة أيضاً بعض العائلات المسيحية من طوائف( الروم الأرثوذكس، والروم الكاثوليك، والأرمن الأرثوذكس والمارونية)، وأهم أسماء العائلات هناك: أبو لطيف، حمص، شموط، خميس، زوين، ابو رافع، السقعان، قماش، غطاس، زغيب، الصيفي، البرقشي، شباط، شمس، شرف الدين، شقير، السنطباي، زين الدين، صلاح، أبو كجل، القضماني، سلوم، أبو سلهب، الأباظة، عقل، العريان، كحل، أبو غوش، قرقماز، سجيم، مغامس، درغام، البيطار.

## أعلام عيحا

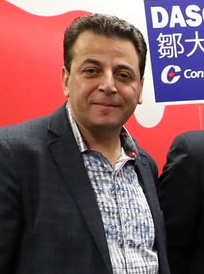

- الدكتور سليمان أبو لطيف الحائز علي أعلي لقب بمهنة طب العيون في العالم، حيث حصل في 2018م علي زمالة الكلية الملكية البريطانية لجراحي العين.[9]
- المطران لوقا حبيب الخوري، أسقف ارثوذكسي، أسقف أبرشية سيدنايا، ومعاون بطريركي في دمشق 1999م.
- أسد شرف الدين، طبيب وشاعر، مؤسس وصاحب مستشفي العيون في عالية، رئيس بلدية عيحا 1998م، له ديوان شعر بالأسبانية.[10]
- زياد أبو لطيف، سياسي كندي من أصل لبناني.[11]

## مواقع خارجية
- معلومات عن القرية في موقع لوكاليبان